# Abáza-Muhammed
Abáza-Muhammed (zemřel 1771) byl osmanský paša abchazského původu.
Do počátku rusko-turecké války v letech 1768–1774 byl bejlerbejem v Maraši v Malé Asii. V roce 1769 byl jmenován velitelem pevnosti v Tighině. Účastnil se vojenské kampaně k Chotynu, kde bojoval proti vojsku Alexandra Michajloviče Golicyna.
V roce 1770 byly 18. června jeho oddíly součástí osmanské porážky od Rusů na řece Lagře, 1. srpna se účastnil pod vedením Halila Paši další porážky na řece Kahulu. Následně mu byla svěřena obrana Izmajilu, ale té se 5. srpna vzdal bez boje proti oddílům Nikolaje Vasiljeviče Repnina. Pak mu byla svěřeno vedení v oblasti kolem Očakivu.
V roce 1771 byl jmenován vůdcem turecké pevnosti Jenikale na Kerčském poloostrově. Dne 21. června pevnost získali Rusové, opět bez boje, a Abáza-Muhammed utekl přes Feodosiji do Sinopu. V témže roce byl za své vojenské neúspěchy popraven.